# West Tytherley
West Tytherley – wieś w Anglii, w hrabstwie Hampshire, w dystrykcie Test Valley. Leży 17 km na zachód od miasta Winchester i 115 km na południowy zachód od Londynu. W 2001 miejscowość liczyła 527 mieszkańców.